# Derechos fundamentales
Los derechos fundamentales son un grupo de derechos que han sido reconocidos por un alto grado de protección contra usurpaciones. Estos derechos están específicamente identificados en una constitución, o se han encontrado bajo el debido proceso legal. El Objetivo de Desarrollo Sostenible 16 de las Naciones Unidas, establecido en 2015, subraya el vínculo entre la promoción de los derechos humanos y el mantenimiento de la paz.

## Lista de derechos importantes
Se listan a continuación algunos derechos universalmente reconocidos que se consideran fundamentales, es decir, contenidos en la  Declaración Universal de los Derechos Humanos de Naciones Unidas, el Pacto Internacional de Derechos Civiles y Políticos de la ONU, o el Pacto Internacional de Derechos Económicos, Sociales y Culturales de la ONU. Son los siguientes derechos:
- Derecho a la autodeterminación[2]
- Derecho a la libertad[3] y la libertad individual
- Derecho al debido proceso ante la ley[3]
- Derecho a la libertad de circulación[4]
- Derecho a la privacidad[5]
- Derecho a la libertad de pensamiento[6]
- Derecho a la libertad de religión[6]
- Derecho a la libertad de expresión[7]
- Derecho de reunión pacífica[6]
- Derecho a la libertad de asociación[8]

## Jurisdicciones específicas

### Asia

#### India
Hay seis derechos fundamentales reconocidos en la Constitución de la India:
- Derecho a la  Igualdad, que está sujeto a la igualdad entre iguales.
- Derecho a la libertad, que incluye la libertad de expresión y expresión, el derecho a reunirse pacíficamente, la libertad a formar asociaciones o sindicatos, el derecho a circular libremente por todo el territorio de la India, el derecho a residir o establecerse en cualquier parte del territorio de la India, el derecho a ejercer cualquier profesión o ejercer cualquier ocupación.
- Derecho contra la  Explotación
- Derecho a la Libertad de culto
- Derechos culturales y  educativos
- Derecho a Recursos Constitucionales

En 2002, el derecho a la educación se agregó a la constitución después de la enmienda 86 en virtud del artículo 21A. La Ley RTE habilitó este derecho en el año 2010.
En 2017, la Corte Suprema dictaminó que el Derecho a la Privacidad “es parte integrante del Derecho a la Vida y la Libertad Personal garantizados en el artículo 21 de la Constitución”.

#### Japón
En Japón, los derechos fundamentales protegidos por la Constitución de Japón incluyen:
- Libertades civiles, incluido el derecho a la libertad y el derecho a la libertad de expresión, pensamiento, conciencia y religión.
- Derechos sociales, incluido el derecho a recibir educación y el derecho a mantener niveles mínimos de vida sana y culta.

### Europa
A nivel europeo, los derechos fundamentales están protegidos en dos normas, una comunitaria y otra internacional:
- La Carta de los Derechos Fundamentales de la Unión Europea
- El Convenio Europeo de Derechos Humanos

#### Alemania y España
- Las libertades fundamentales están consagradas y enumeradas exhaustivamente en la Constitución. Para comprobar que una libertad no puede ser vulnerada, basta con remitirse al texto de la Constitución o de la ley fundamental.
- Se trata, por tanto, de una visión declarativa de las libertades fundamentales.
- El origen de estas declaraciones de derechos se remonta al fin de una dictadura (nazismo, franquismo). Se trata, por tanto, de mostrar una ruptura con el pasado, hacia un mejor respeto de las libertades.

#### Francia
Las libertades fundamentales surgen originalmente de la aplicación de los principios generales del derecho francés a que se refiere el juez administrativo, luego de la aplicación de los Principios Fundamentales reconocidos por las Leyes de la República (PFLR).
Los textos principales son: Declaración de los Derechos del Hombre y del Ciudadano de 1789, el preámbulo de la Constitución de la Cuarta República, el preámbulo de la Constitución de la Quinta República, el Convenio Europeo para la Protección de los Derechos Humanos y de los derechos fundamentales libertades (CESDH) y la Carta Ambiental (incluida en la Constitución desde 2005).
También podemos precisar que el DDHC se refiere a los llamados derechos de primera generación. Se trata tanto de derechos individuales (libertad, propiedad, seguridad, igualdad de derechos, etc.) como de principios de organización constitucional (soberanía nacional, separación de poderes, etc.); el preámbulo de 1946 se refiere a los derechos llamados de segunda generación, relativos al hombre en la sociedad (derechos a la familia, a la salud, al trabajo, a la unión, etc.); Finalmente, la Charte de l'environnement (Carta Medioambiental) hace referencia a los derechos de tercera generación.
En Francia, el Consejo Constitucional enumera los derechos fundamentales a través de una amplia jurisprudencia.

### Américas

#### Canadá
En Canadá, la Carta de Derechos y Libertades describe cuatro Libertades Fundamentales. Son libertades de:
- Conciencia y religión
- Pensamiento, creencia, opinión y expresión, incluida la libertad de prensa y otros medios de comunicación
- Asamblea pacífica
- Asociación

#### Estados Unidos
Aunque muchos derechos fundamentales también se consideran derechos humanos, la clasificación de un derecho como "fundamental" invoca pruebas legales específicas que utilizan los tribunales para determinar las condiciones restringidas bajo las cuales el gobierno de los Estados Unidos y varios gobiernos estatales pueden limitar estos derechos. En tales contextos legales, los tribunales determinan si los derechos son fundamentales al examinar los fundamentos históricos de esos derechos y al determinar si su protección es parte de una larga tradición. En particular, los tribunales analizan si el derecho está "tan arraigado en las tradiciones y la conciencia de nuestro pueblo como para ser clasificado como fundamental". Los estados individuales pueden garantizar otros derechos como fundamentales. Es decir, los Estados pueden aumentar los derechos fundamentales, pero nunca pueden disminuir y rara vez infringir los derechos fundamentales mediante procesos legislativos. Cualquier intento de este tipo, si es impugnado, puede implicar una revisión de "escrutinio estricto" en los tribunales.
En el derecho constitucional estadounidense, los derechos fundamentales tienen un significado especial en la Constitución de los Estados Unidos . Los derechos enumerados en la Constitución de los Estados Unidos son reconocidos como "fundamentales" por la Corte Suprema de los Estados Unidos. De acuerdo con la Corte Suprema, los derechos enumerados que se incorporan son tan fundamentales que cualquier ley que restrinja tal derecho debe cumplir un propósito estatal apremiante y adaptarse estrictamente a ese propósito apremiante.
La interpretación original de la Carta de Derechos de los Estados Unidos era que sólo el Gobierno Federal estaba obligado por ella. En 1835, la Corte Suprema de los EE. UU. en el caso Barron v Baltimore  dictaminó por unanimidad que la Declaración de Derechos no se aplicaba a los estados. Durante la Reconstrucción posterior a la Guerra Civil , se adoptó la Enmienda 14 en 1868 para rectificar esta condición y aplicar específicamente la totalidad de la Constitución a todos los estados de EE. UU. En 1873, la Corte Suprema esencialmente anuló el lenguaje clave de la Enmienda 14 que garantizaba todos los " privilegios o inmunidades " a todos los ciudadanos estadounidenses, en una serie de casos llamados Slaughterhouse cases.. Esta decisión y otras permitieron que la discriminación racial posterior a la emancipación continuara en gran medida sin disminuir.
Más tarde, los jueces de la Corte Suprema encontraron una forma de evitar estas limitaciones sin revocar el precedente de Slaughterhouse: crearon un concepto llamado Incorporación Selectiva. Bajo esta teoría legal, la corte usó las protecciones restantes de la 14.ª Enmienda para la protección equitativa y el debido proceso para "incorporar" elementos individuales de la Declaración de Derechos contra los estados . "La prueba generalmente articulada para determinar la fundamentalidad bajo la Cláusula del Debido Proceso es que el derecho putativo debe estar «implícito en el concepto de libertad ordenada» , o  «profundamente arraigado en la historia y tradición de esta Nación».Compare page 267 Lutz v. City of York, Pa., 899 F. 2d 255 - United States Court of Appeals, 3rd Circuit, 1990.
Esto puso en marcha un proceso continuo bajo el cual cada derecho individual bajo la Declaración de Derechos fue incorporado, uno por uno. Ese proceso se ha extendido por más de un siglo, con la cláusula de libertad de expresión de la Primera Enmienda incorporada por primera vez en 1925 en Gitlow v New York . La enmienda más reciente que se incorporó por completo como fundamental fue el derecho de la Segunda Enmienda a poseer y portar armas para la autodefensa personal, en «McDonald v Chicago», dictada en 2010 y las restricciones de la Octava Enmienda sobre multas excesivas en «Timbs v. Indiana» en 2019.
No se han incorporado todas las cláusulas de todas las modificaciones. Por ejemplo, los estados no están obligados a obedecer el requisito de acusación por parte de un gran jurado de la Quinta Enmienda. Muchos estados eligen usar audiencias preliminares en lugar de grandes jurados. Es posible que casos futuros incorporen cláusulas adicionales de la Declaración de Derechos contra los estados.
La Declaración de Derechos enumera derechos específicamente enumerados. La Corte Suprema ha ampliado los derechos fundamentales al reconocer varios derechos fundamentales no enumerados específicamente en la Constitución, incluidos, entre otros, los siguientes:
- El derecho a viajar interestatalmente.[18]
- El derecho a ser padre de los hijos.[19]
- El derecho a la privacidad.[20]
- El derecho al matrimonio.[21]
- El derecho a la autodefensa

Cualquier restricción que una ley o política gubernamental imponga a estos derechos se evalúa con un escrutinio estricto. Si se niega un derecho a todos, es una cuestión de debido proceso sustantivo. Si se niega un derecho a algunas personas pero no a otras, también se trata de una cuestión de igual protección. Sin embargo, cualquier acción que coarte un derecho considerado fundamental, cuando también viole la igualdad de protección, aún se somete al estándar más exigente de escrutinio estricto, en lugar de la prueba de base racional menos exigente.
Durante la era Lochner, el derecho a la libertad de contratación se consideraba fundamental y, por lo tanto, las restricciones a ese derecho estaban sujetas a un escrutinio estricto. Sin embargo, luego de la decisión de la Corte Suprema de 1937 en «West Coast Hotel Co. v. Parrish», el derecho a contratar se volvió considerablemente menos importante en el contexto del debido proceso sustantivo y las restricciones al mismo se evaluaron bajo el estándar de base racional.

## Relación entre los derechos y libertades fundamentales y los derechos humanos universales
Los derechos y libertades fundamentales están íntimamente relacionados con la idea de derechos humanos. La idea general de los derechos humanos, a su vez, encuentra sus raíces filosóficas en la idea de los derechos naturales. Los derechos humanos se consideran naturales y no creados por la legislación. Los derechos y libertades fundamentales suelen caracterizarse como "reglas de derecho directamente aplicables", es decir, son una declaración de derechos humanos en forma de derecho positivo.
En ocasiones, los derechos y libertades fundamentales se definen como aquellos que dependen de la ciudadanía. La Declaración Universal de Derechos Humanos, el Pacto Internacional de Derechos Civiles y Políticos, el Pacto Internacional de Derechos Económicos, Sociales y Culturales son fuentes importantes de derechos humanos, pero son solo declaraciones y deseos, y no tienen en sí mismos la vigencia de una norma legal o reglamento incluso en el territorio de aquellos países que se han adherido a ellos, si los derechos relevantes no están protegidos en la legislación nacional.

## Derechos bajo la ONU
El 16 de diciembre de 1966, las Naciones Unidas, sobre la base de la Declaración Universal de Derechos Humanos, adoptaron el Pacto Internacional de Derechos Civiles y Políticos, que es un tratado internacional y es vinculante para los estados adherentes. El pacto describe los siguientes derechos:
- el derecho de los pueblos a la libre determinación ;
- el derecho a la vida ;
- prohibición de la tortura ;
- prohibición de la esclavitud y el trabajo forzado ;
- el derecho a la libertad y seguridad de la persona;
- el derecho de las personas privadas de libertad a ser tratadas con humanidad y dignidad;

prohibición de prisión por deudas;
- el derecho a la libertad de circulación ya la libertad de elegir el lugar de residencia;
- limitar la posibilidad de expulsión de extranjeros;
- igualdad ante el tribunal, presunción de inocencia , no repetición de la condena , derecho a la repetición de la condena y otros derechos procesales ;
- prohibición de la sanción penal por actos que no fueron reconocidos como delictivos en el momento en que se cometieron ;
- el derecho al reconocimiento de la personalidad jurídica ;
- prohibición de injerencia en la vida personal y familiar, inviolabilidad del domicilio, secreto de correspondencia y protección contra usurpaciones ilegales del honor y la reputación;
- el derecho a la libertad de pensamiento, conciencia y religión ;
- libertad de expresión ;
- prohibición de la propaganda bélica y los discursos a favor del odio nacional, racial o religioso, que constituyan incitación a la discriminación, la   hostilidad o la violencia;
- libertad de reunión;
- libertad de asociación;
- derechos del niño;
- el derecho a participar en la dirección de los asuntos públicos, a votar ya ser elegido;
- igualdad ante la ley, prohibición de discriminación;
- derechos de las minorías étnicas, religiosas y lingüísticas.